# Nusatidia rama
Nusatidia rama là một loài nhện trong họ Clubionidae.
Loài này thuộc chi Nusatidia. Nusatidia rama được Christa L. Deeleman-Reinhold miêu tả năm 2001.